# ВАЗ-2103
ВАЗ-2103 «Жигули» — советский заднеприводный автомобиль II группы малого класса с кузовом седан. Был разработан совместно с итальянской фирмой Fiat на базе модели Fiat 124 и серийно выпускался на Волжском автомобильном заводе с 1972 по 1984 год. Преемником «Тройки» в иерархии моделей Волжского автозавода считался ВАЗ-2107.
Fiat 124, ставший прототипом моделей ВАЗ-2101 и ВАЗ-2103, был впервые представлен публике в 1965 году, серийное производство в Италии началось в 1966. В следующем, 1967 году, фирмой был представлен автомобиль более высокого класса со схожим дизайном — Fiat 125.

## История
При подписании в 1966 году договора между Минавтопромом СССР и компанией Fiat было оговорено, что Fiat предоставит советской стороне полную техническую документацию на две комплектации автомобиля — «норма» и «люкс». Представленные готовые решения от Fiat были таковы: для «нормы» — Fiat 124 (на базе которого началось производство ВАЗ-2101), а для «люкса» — Fiat 125 (на базе которого началось производство ВАЗ-2103). ВАЗ-2103 представляет собой совместную разработку Fiat и ВАЗ. Работы по дизайну автомобиля выполнил Центр стиля Fiat, а по технической оснастке под советские условия эксплуатации — в конструкторском отделе ВАЗ. Сердцевина кузова использовалась от ВАЗ-2101.
Разные виды фартуков ВАЗ-2103
В 1972 году собрали 1429 машин, из которых 911 машин — это ВАЗ-2103В (В — «временный»). Эта партия комплектовалась салоном от ВАЗ-2101 в связи с тем, что изначально планировали выпустить лишь 500 автомобилей в 1972 году, и на оставшиеся машины не хватило комплектующих салона.
Всё это, вкупе с хорошим качеством сборки, сделало эту машину одной из самых престижных моделей советского автопрома 1970-х годов, а некоторые ценители марки считают её самой элегантной и стильной моделью ВАЗа. В декабре 1974 года эту модель отметили «Знаком качества».
Стоимость ВАЗ-2103 составляла 7500 рублей, в то время как ВАЗ-2101 стоил 5500 рублей. В советское время ВАЗ-2103 считался люксовым автомобилем, который уступал по престижности только ГАЗ-24 «Волга».
В 1976 году планировалось начать производство версии ВАЗ-2103 в кузове универсал, однако в серию эта модификация не пошла. Было выпущено всего три таких автомобиля.
Несмотря на изменённую в 1975 году форму переднего фартука и введение в 1977 году более современных клемм и соединений электропроводки, за всё время производства на конвейере автомобиль не претерпел никаких значительных внешних изменений.
За 12 лет было выпущено 1 304 899 автомобилей «третьей» модели. Чуть более «престижная» модель ВАЗ-2106, являвшаяся по факту модернизацией «тройки», выпускалась с 1976 до 2006 года.
В текущий момент известны:
самый ранний автомобиль ВАЗ-2103, конвейерный номер 0 000 047, выпуск сентябрь 1972.
самый поздний автомобиль ВАЗ-21033, конвейерный номер 1 305 735, выпуск конца 1983.

## Обзор
Внешне 2103 хоть и напоминал Fiat 125, однако являлся полностью переработанным: передок ВАЗ-2103 имеет больший отрицательный наклон, а линии передних крыльев в районе стыка с радиаторной решёткой и капотом стали заметно острее.
В оформлении кузова применялось очень большое количество хромированных элементов: молдинги на бортах, порогах и арках, решётка радиатора, бамперы, окантовки окон, колпаки на колёсах.
В прямоугольную облицовку радиатора, занимающую всю ширину передка, вписаны четыре сдвоенные фары, которые обеспечивали более равномерную освещённость дороги, чем две фары на ВАЗ-2101. При включении дальнего света зажигаются все фары, а при включённом ближнем — горят только наружные. Из-за отсутствия до запуска ВАЗ-2106 в 1976 году в советской промышленности технологии производства таких фар их производством занимался комбинат FER в ГДР, позже фары поставляла чехословацкая фирма «Автопал». Сзади появились большие двухцветные фонари.
На торцах передних дверей появились красные лампы, которые загораются при открывании двери (если включено наружное освещение), предупреждая водителей других машин.
Салон ВАЗ-2103 имел существенные отличия от салона ВАЗ-2101: комбинированная обивка сидений из сукна и кожзаменителя (на заднем диване посередине появился откидной подлокотник), карты дверей, руль, новое торпедо имело фальш-вставки под дерево и часы в центре, а на новой приборной панели появился тахометр и счётчик суточного пробега на спидометре, с завода устанавливался радиоприёмник «Былина А271».
В дополнение к новым штампам колёс появились новые радиальные покрышки ИЯ-170, которые были немного шире и мягче диагональных покрышек И-151 от ВАЗ-2101.
В итоге ВАЗ-2103 был идентичен ВАЗ-2101 на 80 % — отличия ВАЗ-2103 заключались преимущественно в навесных панелях передней и задней частей, а также в другом салоне.
В итоге дизайн ВАЗ-2103 получился весьма современным (на начало 1970-х годов) и заметно отличался от других советских автомобилей.

### Характеристики
На мелкосерийную 21031 ставили 1,6-литровый двигатель мощностью 80 лошадиных сил. Ещё один экспортный вариант — 21035. На данную модификацию ставили 1,2-литровый двигатель от 2101 мощностью 64 л. с.
На ВАЗ-2103 устанавливался двигатель 1,5 л. (77 л. с.), являвшийся модернизированным вариантом двигателя FIAT-124. Его отличие заключается в том, что волжский двигатель имел другую толщину стенок блока цилиндров — 215,9 мм вместо 207,1 мм на итальянском агрегате. Соответственно, увеличился рабочий объём до 1,5 л., а коленвал имел увеличенный ход поршня.
На ВАЗ-2103 устанавливалась четырёхступенчатая МКПП. На экспортной модели Lada 1500S Automatic устанавливалась трёхступенчатая АКПП 3L30 производства General Motors (собиралась в Страсбурге, Франция).

## Модификации

### Серийные
- ВАЗ-2103В (вариант 23) — 1972, выпущена тиражом в ~1000 экземпляров. Имеет индекс «В» — временная серия, с особенностями по интерьеру (салон от 2101) и проводке.
- ВАЗ-21031 — 1975, предшественница модели ВАЗ-2106[12], мелкосерийная с двигателем ВАЗ-21031 (1,6 л; 80 л. с.).
- ВАЗ-21032 — 1973—1981, для экспорта в страны с левосторонним движением[13].
- ВАЗ-2103 — 1977—1983 (экспортное наименование — Lada 1500S Automatic), с автоматической коробкой передач. На этой модели применялся трёхдиапазонный «автомат» General Motors 3L30 (TH180) (КПП производилась на французском заводе компании в Страсбурге, с 1969 по 1998 год). Мотор комплектовали итальянским карбюратором Weber. Переделками занимались импортёры/дилеры советских машин в странах Западной Европы[14].
- ВАЗ-21033 — 1977—1983 (экспортное наименование — Lada 1300s), с двигателем ВАЗ-21011 (1,3 л; 69 л. с.)[13].
- ВАЗ-21035 — 1973—1981, экспортная с двигателем ВАЗ-2101 (1,2 л; 64 л. с.)[13].

## В автоспорте
В 1976 году на ралли «Акрополис» в Греции, этапе чемпионата мира, экипаж Стасиса Брундзы и Анатолия Брума на ВАЗ-2103 (под именем Lada 1500 Rallye) занял 6-е место в абсолютном зачёте. Это лучший результат для советского раллиста и советского автомобиля в истории WRC.
Помимо советских гонщиков, ВАЗ-2103 использовалась для автоспорта и в других странах. Например, места в топ-10 на этапах WRC занимали: на ВАЗ-2103 экипаж грека Павлоса Мокутиса в Греции'1975 (10-й, попутно он принёс первое в истории очко «Ладе» в зачёт марок мирового первенства), экипаж норвежца Пера Энгсета в Швеции'1977 (10-й).

## В искусстве
ВАЗ-2103 встречался во многих советских кинокартинах: на ней ездил Ипполит из фильма «Ирония судьбы, или С лёгким паром!», биолог Виктор Веденеев из фильма «Поворот» 1978 года, и Екатерина из фильма «Москва слезам не верит». В обоих этих фильмах ВАЗ-2103 выполняет важную функцию, поясняя зрителю высокий статус персонажа, который мог позволить себе последнюю модель «Жигулей» — самую престижную машину СССР после «Волги».
Великолепные спортивные качества ВАЗ-2103 демонстрировал в фильме «Невероятных приключениях итальянцев в России». На модели ездили в повседневной жизни многие известные актёры, например Михаил Жванецкий, который давал такую характеристику: «абсолютно безотказный автомобиль». Иван Дыховичный утверждал, что владел самым первым ВАЗ-2103, сошедшим с конвейера.
Упоминается в припеве песни «Самые лучшие тачки» рок-группы «Сектор Газа».

## В игровой и сувенирной индустрии
Масштабная модель ВАЗ-2103 ярко-зелёного цвета в масштабе 1:43 в 2009 году вышла в рамках проекта «Автолегенды СССР» от издательства «ДеАгостини» 12 мая 2009 года под номером 7. До этого модель ВАЗ-2103 вышла в «регулярной» серии IST (№IST018), так же в журнальной серии Kultowe Auta PRLu в Польше под номером 4 (цвет обеих моделей — бордовый).
В городе Куйбышеве на заводе ПО «Экран», выпускалась игрушка ВАЗ-2103 приблизительно в масштабе 1:43.
Модель ВАЗ-2103 в масштабе 1:43 выпускается мелкосерийными партиями в студии AS scale model в городе Воронеже. В 2018 году модель ВАЗ-2103 оранжевого цвета в масштабе 1:24 вышла в рамках проекта «Легендарные советские автомобили» от издательства Hachette Collection.